# Isagogik
Isagogik (græsk) er navnet for den gren af videnskaben, der søger at klarlægge de bibelske bøgers tilblivelseshistorie. Det drejer sig om datering af skrifter med mere. Endvidere om skrifternes samling til kanon og om teksternes historie fra håndskrifter til trykte udgaver.
| Religion | Spire Denne religionsartikel er en spire som bør udbygges. Du er velkommen til at hjælpe Wikipedia ved at udvide den. |

| Historie | Spire Denne historieartikel er en spire som bør udbygges. Du er velkommen til at hjælpe Wikipedia ved at udvide den. |